# Fotokemika Efke

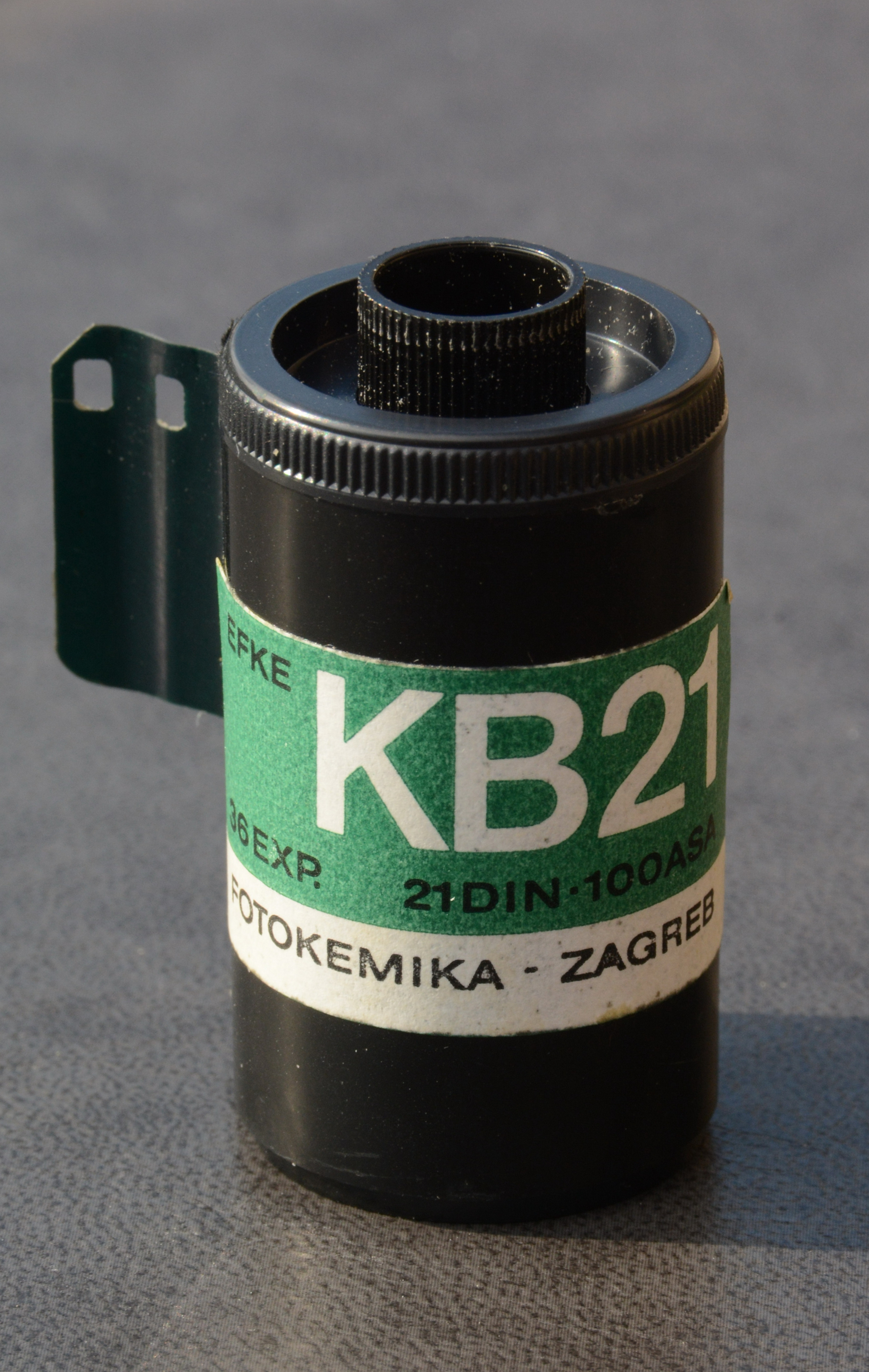
EFKE KB21-Schwarzweißfilm

Fotokemika Efke ist ein Markenname des Filmherstellers Fotokemika aus Samobor (Kroatien).
Unter der Bezeichnung Efke werden u. a. die noch einzigen niedrigempfindlichen und panchromatisch sensibilisierten Schwarzweiß-Negativfilme als Kleinbild- und Rollfilm angeboten, die am deutschen Markt erhältlich sind (Efke KB-25 und Efke R-25; Auflösung: 115 Linien pro Millimeter; Filmempfindlichkeit 20 ASA, ISO 20/14° GOST 18). Diese Filme sind die letzten noch erhältlichen in Einschicht-Technologie (Single Layer) gefertigten Feinstkornfilme; sie verfügen über einen hohen Silbergehalt und ermöglichen eine vergleichsweise hervorragende Wiedergabe von Grauwerten; durch die Einschicht-Technologie weisen die Filme nahezu keinen Schwarzschild-Effekt auf.
Fotokemika ist auch der einzige Hersteller, der noch Rollfilme des Typs 127 für das kleinere Mittelformat 4 × 6,5, 3 × 4 und 4 × 4 herstellt, das beispielsweise von vielen Boxkameras bis in die 1960er genutzt wurde.
Alle Efke-Filme werden nach alten Rezepturen der Adox-Fotowerke hergestellt.